# Shaoul
Shaoul est le fils (adoptif, selon certains commentateurs tels que Rashi) de Siméon, fils de Jacob. Certains avis postulent que sa mère seraitDinah, sœur de Siméon. Ses descendants s'appellent les Shaoulites.

## Shaoul et Dinah
Shaoul serait le fils de Dinah conçu après avoir eu une relation sexuelle avec Sichem et reconnu par son frère Siméon,.

## Shaoul et ses frères
Shaoul a pour frères les fils de Siméon qui sont Yemouël, Yamîn, Ohad, Yakîn et Tsohar=Zérah,,,.

## Shaoul en Égypte
Shaoul part avec Siméon et Jacob pour s'installer en Égypte au pays de Goshen dans le delta du Nil.
La famille des Shaoulites dont l'ancêtre est Shaoul sort du pays d'Égypte avec Moïse,.